# Novošachtinsk
Novošachtinsk (anche traslitterata come Novoshakhtinsk) è una città della Russia meridionale, situata nell'Oblast' di Rostov a circa 80 km di distanza in direzione nord dal capoluogo Rostov sul Don, vicino al confine ucraino.
Fondata nel 1939 sul luogo di precedenti insediamenti, ottenne in quell'anno anche lo status di città.

## Società

### Evoluzione demografica
Fonte: Mojgorod.ru
- 1926: 7.000
- 1939: 48.000
- 1959: 104.000
- 1979: 104.100
- 1989: 107.800
- 2002 (cens.): 101.131
- 2006: 115.300